# Deutsche Fortschrittspartei

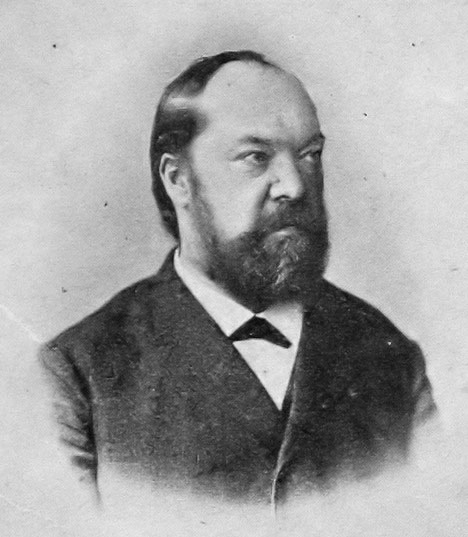
Eugen Richter, vanaf 1867 Rijksdaglid voor de Fortschritt, en een van de leiders van de partij

De Deutsche Fortschrittspartei (Duitse Vooruitgangspartij) werd op 6 juni 1861 opgericht, door liberale afgevaardigden in de tweede kamer van het Pruisisch parlement. Het was de eerste Duitse programmapartij. Ze stond voor de eenwording van Duitsland en de rechtsstaat, maar eiste niet het algemeen kiesrecht en was ook in economisch opzicht gematigd. Vanwege de toenmalige wetten kon ze geen reguliere partijleden hebben.
De partij was een strikte tegenstander van minister-president Otto von Bismarck toen die in 1862 het parlement negeerde (Preußischer Verfassungskonflikt). Ze vergaf Bismarck dit ook niet in 1867 na de oorlog met Oostenrijk, zodat een rechts deel van de partij als Nationalliberale Partei doorging. Tijdens de Kulturkampf in de jaren 1870, toen Bismarck de katholieke kerk beteugelde, was de Fortschritt wel aan zijn kant om later weer oppositioneel te zijn. In 1884 ging de partij op in de Deutsche Freisinnige Partei.